# Hjortsjön, Blekinge
Hjortsjön är en sjö i Karlskrona kommun och Ronneby kommun i Blekinge och ingår i Ronnebyåns huvudavrinningsområde. Sjön är 27 meter djup, har en yta på 0,739 kvadratkilometer och är belägen 95,3 meter över havet. Sjön avvattnas av vattendraget Mållebäcken. Vid provfiske har bland annat abborre, bergsimpa, braxen och gädda fångats i sjön.

## Delavrinningsområde
Hjortsjön ingår i det delavrinningsområde (625191-146840) som SMHI kallar för Ovan Ältabäcken. Medelhöjden är 108 meter över havet och ytan är 44,36 kvadratkilometer. Det finns inga avrinningsområden uppströms utan avrinningsområdet är högsta punkten. Mållebäcken som avvattnar avrinningsområdet har biflödesordning 2, vilket innebär att vattnet flödar genom totalt 2 vattendrag innan det når havet efter 21 kilometer. Avrinningsområdet består mestadels av skog (71 procent) och jordbruk (11 procent). Avrinningsområdet har 2,9 kvadratkilometer vattenytor vilket ger det en sjöprocent på 6,5 procent.

## Fisk
Vid provfiske har följande fisk fångats i sjön:
- Abborre
- Bergsimpa
- Braxen
- Gädda
- Lake
- Mört
- Sarv
- Sutare